# Antje Eske
Antje Eske (* 1943 in Bückeburg) ist eine intermediale Künstlerin. 

## Werdegang
Eske studierte Gebrauchsgrafik an den damaligen Werkkunstschulen Braunschweig und Bielefeld und anschließend visuelle Kommunikation an der Hochschule für bildende Künste Hamburg. In den 70er und 80er Jahren initiierte sie Medienarbeit mit Bürgerinitiativen und Zeichenwerkstätten im Rahmen der Hamburger Frauenwochen. Von 1972 bis 1975 war sie freie Mitarbeiterin bei Das Erste. Von 1975 bis 1985 sowie von 1988 bis 2007 war sie Professorin an der Hochschule für bildende Künste Hamburg.
Sie war verheiratet mit Kurd Alsleben (1928–2019). 

## Bibliographie (Auswahl)
- Erfahrungen und Phantasien aus unserem Frauenalltag. material-Verlag, Hamburg 1984.
- Spinnen am Computer: im Hyperraum auf der Suche nach dem Fadenanfang; Vorträge und Gedanken. Hochschule für bildende Künste Hamburg, Hamburg 1995.
- Alltagsgedichte aus vier Jahrzehnten. Deutscher Lyrik Verlag, Aachen 2005, ISBN 978-3-89514-576-6.
- Kurd Alsleben, Antje Eske, Heidi Salaverria: Die Kunst der Anerkennung: Eine Swiki-Konversation. Books on Demand, Norderstedt 2007, ISBN 978-3-8334-6904-6.
- Konversationsspiele www und vis-à-vis: von der Renaissance bis heute. Books on Demand, Norderstedt 2010, ISBN 978-3-8391-8819-4.
- Ein Reigen geistreicher Frauen: Galanterie und Kultiviertheit, Literatur und Moral, Weltläufigkeit und die Freiheit des Wortes – 300 Jahre Salonkultur. Books on Demand, Norderstedt 2012, ISBN 978-3-8448-9272-7.

## Kataloge
- Wulf Herzogenrath: Mutualité. Kurd Alsleben und Antje Eske. Von der Computerzeichnung zur Netzkunstaffaire 1961-2006. Kunsthalle Bremen, Bremen 2006.